# Transit of Venus
Transit of Venus (título original en inglés; en español, El tránsito de Venus) es una ópera en tres actos con música de Victor Davies y libreto en inglés del dramaturgo canadiense Maureen Hunter, basado en su obra homónima producida por vez primera en el Centro Teatral de Manitoba en el año 1992. La ópera se estrenó por la Ópera de Manitoba el 24 de noviembre de 2007.
En las estadísticas de Operabase aparece con dos representaciones en el período 2005-2010, siendo la primera y única de Victor Davies representada en el período.

## Personajes
| Personaje                                      | Tesitura     | Reparto del estreno, 24 de noviembre de 2007 (Director: James Meena) |
| ---------------------------------------------- | ------------ | -------------------------------------------------------------------- |
| Le Gentil, 35 años de edad, astrónomo          | barítono     | Russell Braun                                                        |
| Celeste, 15 años de edad, su prometida         | soprano      | Monica Huisman                                                       |
| Margot, 36 años de edad, compañero de su madre | mezzosoprano | Jean Stilwell                                                        |
| Demarais, 18 años de edad, su ayudante         | tenor        | Colin Ainsworth                                                      |
| Madame Sylvie, 65 años de edad, su madre       | mezzosoprano | Judith Forst                                                         |
| Coro: Criados y criadas                        |              |                                                                      |

## Argumento
La historia se basa en las expediciones del astrónomo del siglo XVIII, Guillaume le Gentil de la Galaisière. Intentó documental el tránsito del planeta Venus por el Sol como una manera de calcular la distancia entre la Tierra y el Sol. Celeste, su prometida, lo ama al principio, pero luego se vuelve hacia su ayudante, Demarais.